# Torre Specchia di Guardia
Torre Specchia di Guardia è una torre di avvistamento posta a centoquindici metri sul livello del mare nel comune di Santa Cesarea Terme.

## Storia e descrizione
Fu costruita nel XVI secolo per la difesa della costa salentina dai Saraceni. Presenta una struttura circolare con uno stile architettonico molto semplice. La struttura, diruta, è posizionata su un alto sperone roccioso ed è difficilmente individuabile in quanto nascosta da pini e macchia mediterranea. La si intravede percorrendo la litoranea Santa Cesarea Terme - Porto Badisco - Otranto.
In passato comunicava visivamente a sud con Torre Santa Cesarea e a nord con Torre Minervino.